# Mariano Zabaleta
Mariano Zabaleta (ur. 28 lutego 1978 w Tandil) – argentyński tenisista, reprezentant w Pucharze Davisa, olimpijczyk.

## Kariera tenisowa
Występując w gronie juniorów Zabaleta wygrał French Open 1995 w grze pojedynczej chłopców, a sezon zakończył na pozycji lidera w klasyfikacji singlowej juniorów.
Jako zawodowy tenisista Argentyńczyk występował w latach 1996–2010.
W grze pojedynczej awansował do 8 finałów w rozgrywkach z cyklu ATP World Tour, z których w 3 zwyciężył.
W latach 1999, 2000 i 2003 reprezentował Argentynę w Pucharze Davisa, grając w 5 meczach singlowych, z których w 1 zwyciężył.
Zabaleta 2 razy wystąpił na igrzyskach olimpijskich, w Sydney (2000) i Atenach (2004). W Sydney awansował do 3 rundy gry pojedynczej, a w Atenach odpadł w 1 rundzie. W obu imprezach startował również w deblu, przegrywając w 1 rundach.
W rankingu gry pojedynczej Zabaleta najwyżej był na 21. miejscu (3 kwietnia 2000), a w klasyfikacji gry podwójnej na 174. pozycji (7 lipca 2003).

### Finały w turniejach ATP World Tour
| Legenda                                      |
| -------------------------------------------- |
| Wielki Szlem                                 |
| Igrzyska olimpijskie                         |
| Tennis Masters Cup / ATP Finals              |
| ATP Masters Series / ATP Tour Masters 1000   |
| ATP International Series Gold / ATP Tour 500 |
| ATP International Series / ATP Tour 250      |

#### Gra pojedyncza (3–5)
| Końcowy wynik | Nr | Data             | Turniej    | Nawierzchnia | Przeciwnik       | Wynik finału                  |
| ------------- | -- | ---------------- | ---------- | ------------ | ---------------- | ----------------------------- |
| Zwycięzca     | 1. | 8 listopada 1998 | Bogota     | Ceglana      | Ramón Delgado    | 6:4, 6:4                      |
| Finalista     | 1. | 9 maja 1999      | Hamburg    | Ceglana      | Marcelo Ríos     | 7:6(5), 5:7, 7:5, 6:7(5), 2:6 |
| Finalista     | 2. | 23 maja 1999     | St. Pölten | Ceglana      | Marcelo Ríos     | 4:4 krecz                     |
| Finalista     | 3. | 8 sierpnia 1999  | Amsterdam  | Ceglana      | Junus al-Ajnawi  | 0:6, 3:6                      |
| Finalista     | 4. | 10 lutego 2003   | Acapulco   | Ceglana      | Agustín Calleri  | 5:7, 6:3, 3:6                 |
| Zwycięzca     | 2. | 13 lipca 2003    | Båstad     | Ceglana      | Nicolás Lapentti | 6:3, 6:4                      |
| Zwycięzca     | 3. | 11 lipca 2004    | Båstad     | Ceglana      | Gastón Gaudio    | 6:1, 4:6, 7:6(4)              |
| Finalista     | 5. | 15 kwietnia 2007 | Houston    | Ceglana      | Ivo Karlović     | 4:6, 1:6                      |